# Chie Shinohara
Chie Shinohara (筱原千絵) és un dibuixant de manga nascut el 15 de febrer al Japó. El 1987 va rebre el premi Shogakukan Manga Award per la seva obra Yami no Purple Eye.

## Obres
- Akatsuki no Lion
- Ao no Fūin (Blue Seal) - 1992–94
- Houmonsha wa Mayonaka ni (visitant de mitjanit) - 1984
- Kioku no Ashiato
- Kootta Natsu no Hi (Frozen Summer Day)
- Mizu ni Sumu Hana (Romance of Darkness) - 2004
- Mokugekisha ni Sayounara (Farewell to the Eyewitness) - 1985
- Nanika ga yami de mite iru (Something Watching in the Dark) - 1986
- Ryouko no Shinreijikenbo (A Record of Ryoko's Psychic Events) - 1988–91
- Sanninme ga Kieta (A Third Person Disappeared) - 1992
- Soshite Gokai no Suzu ga naru (Then Five Bells Rang)
- Sora wa Akai Kawa no Hotori: Anatolia Story (Red River) - 1995–2002
- Touboukyuukou (Runaway Express)
- Umi no Yami, Tsuki no Kage (Moon Shadow on a Dark Sea) - 1986–91
- Yami no Purple Eye (Ull Porpra de la Foscor) - 1984–87